# Sitio de Orán y Mazalquivir

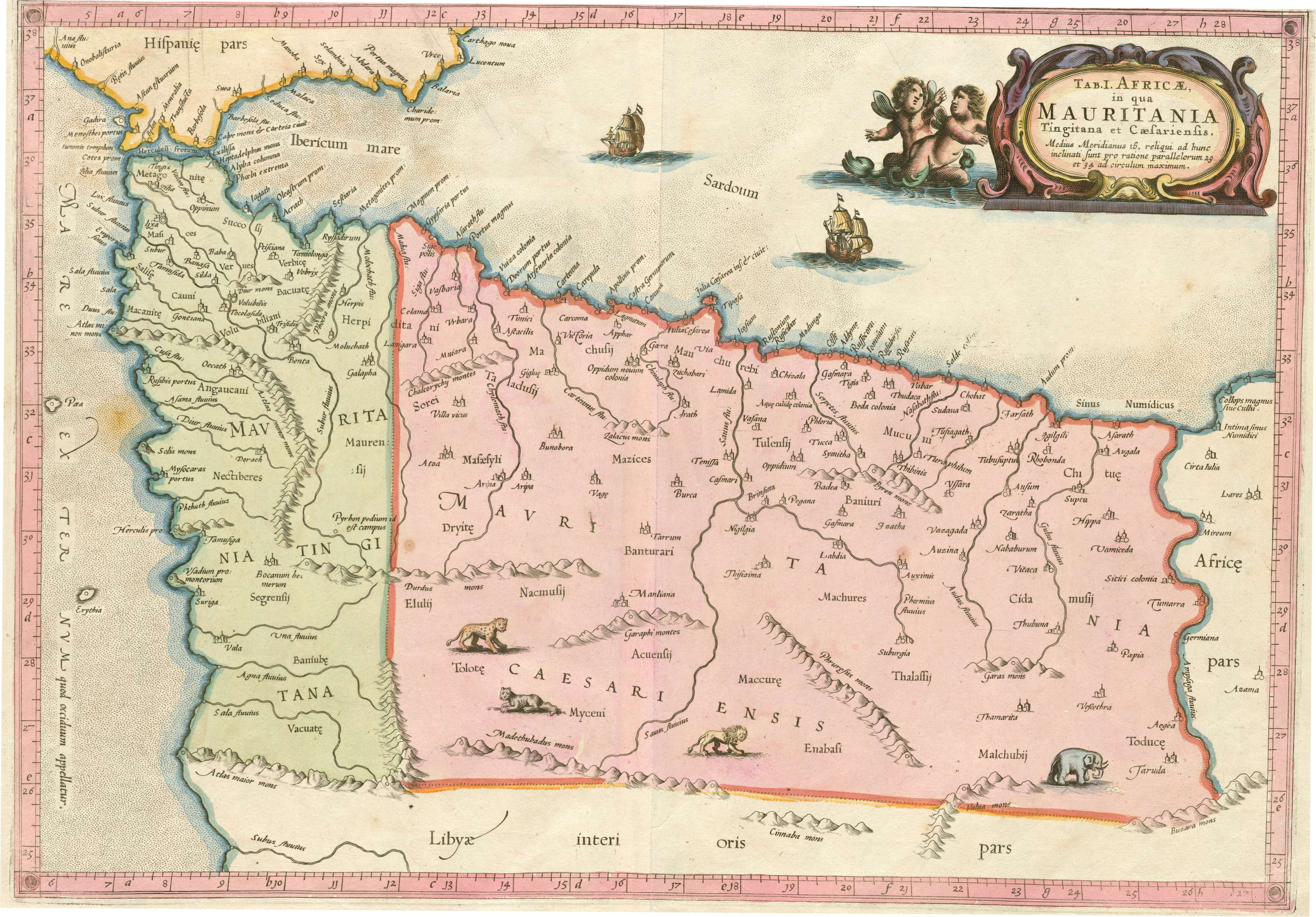
Marruecos y Argelia durante la segunda mitad del siglo, mapa de Gerardo Mercator.

El sitio de Orán y Mazalquivir, también llamado cerco de Orán y Mazalquivir, tuvo lugar entre abril y junio de 1563 durante el enfrentamiento habsburgo-otomano por el control del Mediterráneo cuando un gran ejército otomano al mando de Hasán Bajá, hijo de Jeireddín Barbarroja, y de Jafar Catania, intentó tomar las fortalezas bajo control español de Orán y Mazalquivir en el Norte de África, defendidas respectivamente por Alfonso de Córdoba, conde de Alcaudete y por su hermano Martín de Córdoba. La tenaz resistencia española y la llegada de una flota de socorro a cargo de Francisco de Mendoza frustraron las intenciones otomanas.

## Trasfondo
Tras la captura de Trípoli a los Caballeros de Malta por parte del almirante otomano Turgut Reis en 1551 y la caída de Bugía en 1555 ante el gobernador de Argelia, Salih Reis, las ciudades de Orán y Mazalquivir se mantuvieron como las únicas posiciones cristianas en Berbería, junto con la isla de La Goleta, que colaboraban en la lucha contra los piratas moros y otomanos que constantemente asaltaban y saqueaban las costas de Nápoles, Sicilia y el Levante español. Una flota otomana de 50 galeras bajo el mando del renegado Hasán Corso sitió ambas ciudades durante el Sitio de Orán de 1556, pero el sultán Solimán el Magnífico ordenó el levantamiento del sitio para retirar las galeras y usarlas así en el Mediterráneo oriental, así que Mazalquivir y Orán permanecieron en manos españolas a pesar del precario estado de sus defensas.
En 1562 Hasán Bajá, hijo de Jeireddín Barbarroja y gobernador de Argelia, propuso la conquista de ambas ciudades para incorporarlas a sus territorios de Argelia. El rey Felipe II, que conocía las intenciones de Hasán, ordenó que se reuniera una flota en Barcelona que transportaría 4000 soldados para reforzar las pequeñas guarniciones de Orán y Mazalquivir. Sin embargo estas tropas nunca alcanzaron su destino debido a una tormenta que destruyó la flota el 19 de octubre en la costa de La Herradura, actual provincia de Granada. 24 de las 27 galeras se hundieron y perecieron un gran número de marineros y soldados, incluyendo a Don Juan de Mendoza, capitán general de las galeras de España.
Hasán Bajá, aconsejado por el sultán Solimán, reunió pronto un ejército de 100 000 hombres entre turcos, argelinos y gran cantidad de jenízaros. Apoyaba por mar a este ejército una flota de 30 galeras, 5 carracas francesas y 15 pequeñas embarcaciones bajo el mando de Jafar Catania, gobernador de Tremecén. Una vez reunidas las fuerzas Hasán partió hacia Mazalquivir, fortaleza cuyo dominio consideraba esencial para capturar Orán. Mientras tanto Alonso y Martín de Córdoba habían recibido suministros, pólvora, pertrechos y algunos soldados desde Málaga. Para mantener unidas ambas ciudades y que pudieran así socorrerse entre ellas decidieron construir dos fortificaciones: el fuerte de San Miguel, ubicado en la colina que separa Orán de Mazalquivir, y la Torre de los Santos, frente a la segunda ciudad.

## Sitio

### Fuerte de San Miguel y Torre de los Santos

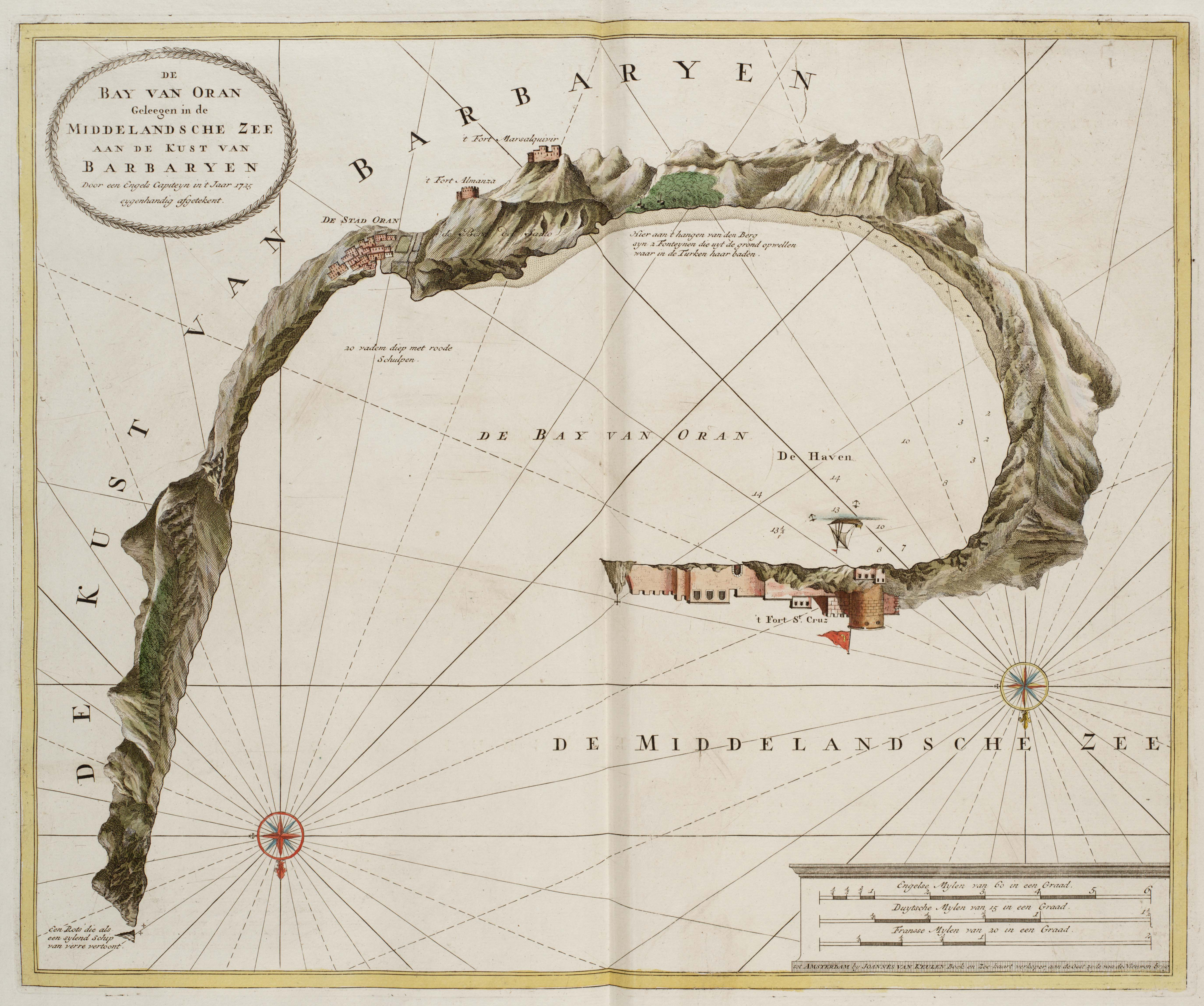
Mapa de la bahía de Orán en 1725, por Johannes van Keulen.

El sitio comenzó el 3 de abril de 1563, cuando las tropas otomanas se lanzaron en masa contra la Torre de los Santos, defendida por 200 soldados españoles. La feroz resistencia de la guarnición del fuerte, junto con el apoyo de la artillería de Mazalquivir, provocó grandes bajas entre los atacantes. A pesar de ello una vez que los cañones otomanos derribaron las murallas las tropas tomaron el fuerte con rapidez. Mientras tanto las galeras de Jafar bloqueaban Mazalquivir para evitar que se aliviase la presión con la intervención de Orán. El principal objetivo otomano era capturar Mazalquivir puesto que varios renegados habían avisado a Hasán que los españoles planeaban abandonar Orán para concentrarse en la defensa de la otra ciudad. Teniendo esto en cuenta destinó la mayoría de sus tropas a la toma del Fuerte de San Miguel, parte clave de la defensa española, mientras que solo unas pocas tropas mantenían el bloqueo sobre Orán.
El Fuerte de San Miguel sufrió ataques durante 22 días por 24 000 soldados de infantería y 400 de caballería. Sus pocos defensores rechazaron la oferta de rendición de Hasán y repelieron con éxito seis asaltos que llenaron el foso de cadáveres de jenízaros. Entre los muertos otomanos se encontraba el gobernador de Constantina, cuyo cuerpo pudo ser recuperado por sus hombres con el permiso de Martín de Córdoba. A pesar de la tenacidad de la defensa, los refuerzos enviados desde Mazalquivir no fueron suficientes para continuar la lucha y el 8 de mayo, al amparo de la oscuridad, los supervivientes españoles se retiraron a la ciudad.

### Sitio de Mazalquivir

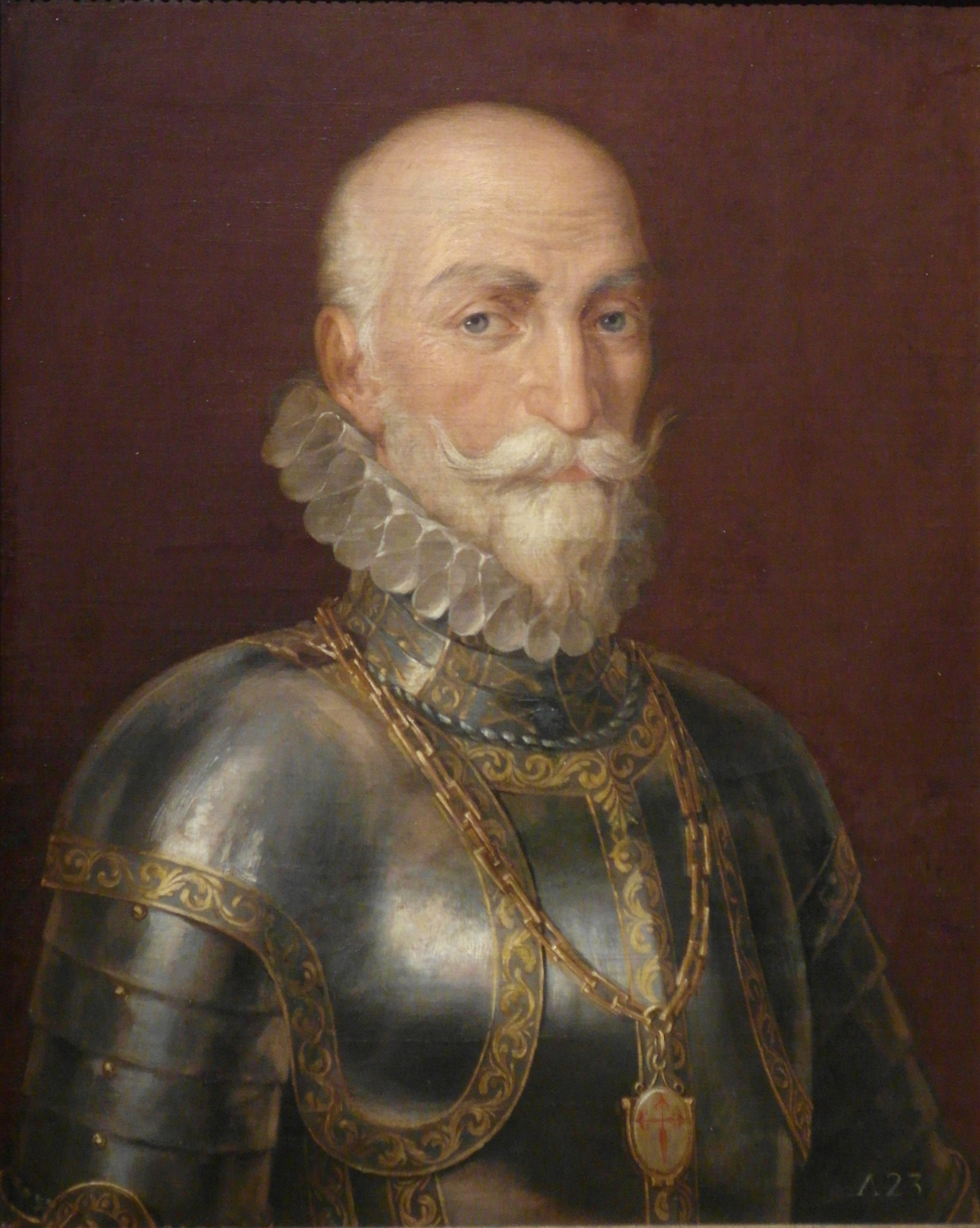
Don Álvaro de Bazán, I marqués de Santa Cruz.

Una vez ocupado el fuerte las tropas otomanas rodearon la ciudad, cavaron trincheras y colocaron artillería para tumbar las murallas. En una colina cercana instalaron además varias culebrinas para bombardear el interior de la ciudad. Martín de Córdoba, que disponía de menos de 500 hombres disponibles para defender la ciudad, se preparó para el asalto que tuvo lugar el 20 de mayo. Hasán envió por delante a 12 000 árabes para quebrar la resistencia de los arcabuceros españoles y facilitar así el asalto de dos columnas de tropas regulares que atacarían justo después. A pesar de las fuertes pérdidas sufridas los árabes lograron escalar las murallas y alzar la bandera otomana en las almenas aunque los españoles los expulsaron poco después. En dicho ataque perecieron casi 2500 hombres, la mayoría al caer en el foso que rodeaba la ciudad.
Durante los siguientes días hubo más asaltos que volvieron a ser rechazados y causaron grandes pérdidas en vidas otomanas aunque la situación española se había vuelto desesperada. El 6 de junio Hasán se encontraba a punto de ordenar el ataque final cuando una flota de auxilio tomó a su ejército por sorpresa. El rey Felipe II había ordenado que se reuniese una flota en Cartagena para atacar al ejército de Hasán y obligarle a levantar el sitio. Bajo el mando de Francisco de Mendoza y con el apoyo de Álvaro de Bazán y Juan Andrea Doria, 34 galeras llegadas desde Barcelona, Nápoles, Génova, Saboya y Malta embarcaron 4000 soldados y muchos caballeros voluntarios y navegaron hacia Mazalquivir. Hasán, temeroso de verse atrapado entre los refuerzos españoles y la ciudad, ordenó que sus tropas se retirasen apresuradamente. Pudieron salvar las tiendas pero abandonaron los cañones, sus prendas y sus pertrechos en el campo de batalla. La flota otomana no fue tan afortunada y varios de sus barcos, incluidas cuatro de las carracas francesas, fueron apresados.

## Consecuencias
Tras desembarcar los refuerzos y los suministros en Orán y Mazalquivir la flota de Francisco de Mendoza regresó a España. El rey Felipe II, informado del desarrollo del asedio, decidió recompensar a Martín de Córdoba y a Francisco Vivero, oficial al mando del Fuerte de San Miguel, por mantener dos fortalezas vitales en manos españolas. De hecho, esto permitió al año siguiente la conquista del Peñón de Vélez de la Gomera, un éxito seguido en 1565 por la decisiva defensa de Malta contra la flota de Turgut Reis. Varios años después, en 1574, se discutió en la corte española si Orán y Mazalquivir debían abandonarse o no. El rey Felipe II ordenó a Vespasiano I Gonzaga que confeccionara un informe exhaustivo sobre la situación de ambas ciudades. Gonzaga le recomendó abandonar Orán pero quedarse con Mazalquivir. Por otro lado, el mariscal Juan Muñoz le envió al rey otro informe de Sancho de Leyva en el que recomendaba mantener ambas plazas. Felipe II optó finalmente por el consejo de Leyva.